# Christian Günter
Christian Günter, född 28 februari 1993, är en tysk fotbollsspelare som spelar för SC Freiburg.

## Klubbkarriär

### Som ungdomsspelare
Günter började spela fotboll i FV Tennenbronn som fyraåring. Som 13-åring blev han inbjuden till en provträning i SC Freiburg, som senare ledde till att han gick över till klubbens ungdomslag. Sommaren 2012 var han kapten i U19-laget som vann DFB-Junioren-Vereinspokal (tyska cupen för U19-lag).

### Som A-lagsspelare
Inför säsongen 2012/2013 flyttades Günter upp i SC Freiburgs A-lag. Efter att Michael Lumb återvänt till Zenit Sankt Petersburg blev Günter klubbens första reserv bakom Oliver Sorg på vänsterbackspositionen. Den 17 november 2012 var han första gången med i en matchtrupp, dock utan att få någon speltid. Några veckor senare, den 8 december 2012, gjorde Günter sin debut i en 1–0-vinst över Greuther Fürth, där han blev inbytt i den 77:e minuten mot Vegar Eggen Hedenstad. Totalt spelade Günter åtta tävlingsmatcher under sin första säsong.
Günter började säsongen 2013/2014 med en match mot TSG Neustrelitz i DFB-Pokal. Under de följande månaderna användes han oftare av tränaren Christian Streich, eftersom försvararna Hedenstad och Mensur Mujdža hade skadebekymmer. Den 19 september 2013 gjorde Günter sin Europa League-debut i en 2–2-match mot Slovan Liberec. Totalt spelade han 37 matcher för A-laget och tre matcher för reservlaget under säsongen 2013/2014. I mars 2014 förlängde Günter dessutom sitt kontrakt med Freiburg.
Den 8 november 2014 gjorde Günter sitt första Bundesliga-mål i en 2–0-vinst över Schalke 04. Han spelade samtliga 34 matcher för Freiburg i Bundesliga 2014/2015, som dock slutade med en nedflyttning för klubben. Följande säsong var han dock med om att hjälpa klubben att direkt bli återuppflyttade till Bundesliga.

## Landslagskarriär
Günter debuterade för Tysklands U20-landslag den 12 oktober 2013 i en fyrnationsturnering i Gemert, där han spelade från start i en 4–0-vinst över Nederländerna. I september 2014 blev Günter för första gången uttagen i U21-landslaget av Horst Hrubesch till två EM-kvalmatcher. Han debuterade den 5 september 2014 i 2–0-vinst över Irland.
Den 13 maj 2014 debuterade Günter för Tysklands A-landslag i en 0–0-match mot Polen, där han blev inbytt i den 82:a minuten mot Oliver Sorg.
I november 2022 blev Günter uttagen i Tysklands trupp till VM 2022.